# Abu Simbel
Abu Simbel (en árabe: أبو سمبل‎) es un emplazamiento de interés arqueológico que se compone de templos egipcios ubicado en el sur de Egipto, en la región de Nubia. Está localizado en la ribera occidental del lago Nasser, a unos 231 km al suroeste de la ciudad de Asuán (aproximadamente 300 km por carretera), próximo a su emplazamiento original. Los templos forman parte del Museo al Aire Libre de Nubia y Asuán, complejo que fue declarado Patrimonio de la Humanidad por la Unesco en 1979 con el nombre de «Monumentos de Nubia, desde Abu Simbel hasta File», conocidos como los «Monumentos nubios», que se extienden hasta File, cerca de Asuán.
Los templos fueron excavados en la roca (speos) durante el reinado del faraón Ramsés II en el siglo XIII a. C. como un monumento dedicado a dicho faraón y a su esposa Nefertari, para conmemorar su supuesta victoria en la batalla de Qadesh (1274 a. C.) y mostrar su poder a sus vecinos nubios.
En 1968, el complejo fue reubicado en una colina artificial, construida en terrenos próximos situados sobre el nivel del futuro lago Nasser. El traslado de los templos fue necesario para evitar que quedaran sumergidos, tras la construcción de la presa de Asuán, por el embalse formado por las aguas del Nilo. Abu Simbel sigue siendo una de las más importantes atracciones turísticas de Egipto.

## Historia

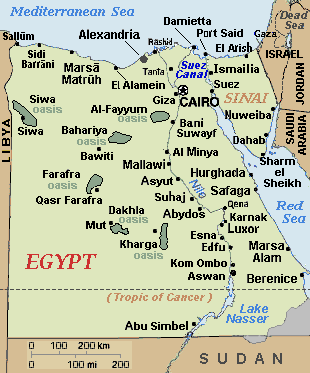
Ubicación de Abu Simbel al sur de Egipto.

El templo fue construido por Ramsés II para conmemorar su victoria en la batalla de Qadesh (ca. 1274 a. C.). Está dedicado al culto del propio Ramsés (los faraones se consideraban dioses) y de las grandes deidades del Antiguo Egipto, Amón, Ra y Ptah. Estos tres dioses fueron muy venerados a lo largo de la historia del Antiguo Egipto. Ra era la cabeza de la Enéada de Heliópolis, Amón la cabeza de la Tríada de Tebas y Ptah el gran dios artesano de Menfis. Al lado de los tres se representa a Ramsés II como el cuarto gran dios de Egipto.
La dinastía XIX intentó recuperar la influencia de Egipto en el exterior, perdida después de los disturbios y turbulencias religiosas y políticas durante el reinado de Akenatón de la dinastía XVIII que apoyó el culto a Atón en detrimento de Amón y su influyente clero.
Ramsés II combatió a los enemigos del norte y del sur. Pero su batalla más importante fue la de Qadesh, en Canaán, contra los asiáticos hititas. Esta batalla terminó con un tratado de paz entre ambas fuerzas. En los muros de Abu Simbel y de otros templos egipcios, Ramsés se jactaba de haber ganado la batalla; el rey de los hititas hizo lo propio en los templos de su país.

### Construcción

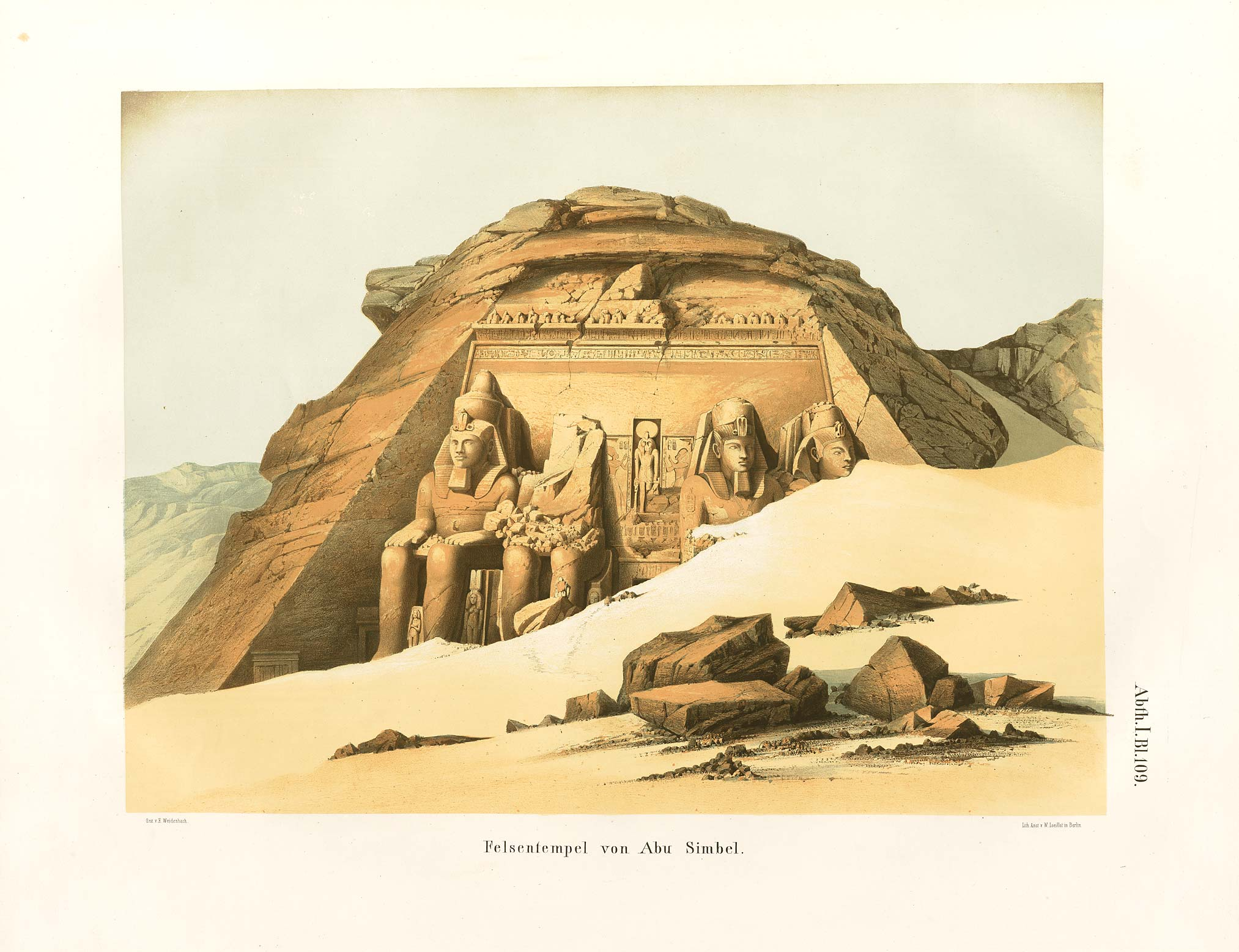
Grabado del templo (1849-1859).

La construcción del templo se inició aproximadamente en 1284 a. C. y duró unos veinte años, hasta 1264 a. C. Es uno de los seis hipogeos (excavados en roca) que se edificaron en Nubia durante el largo reinado de Ramsés II. El propósito del templo era impresionar a los vecinos del sur y reforzar la influencia de la religión egipcia en la región.

### Abandono y hallazgo
Con el paso del tiempo el templo, abandonado, comenzó a cubrirse de arena. En el siglo VI a. C., la arena tapaba parte de las estatuas del templo principal hasta la altura de sus rodillas. Abu Simbel quedó ignorado para los historiadores hasta que, en 1813, el suizo Johann Ludwig Burckhardt lo visitó.
Burckhardt comentó su descubrimiento al explorador italiano Giovanni Belzoni, quien viajó al lugar, pero fue incapaz de excavar una entrada que permitiera el acceso al templo. Belzoni regresó en 1817 y esta vez tuvo éxito, pues consiguió entrar y se llevó todos los objetos de valor que pudo transportar.

### Reubicación

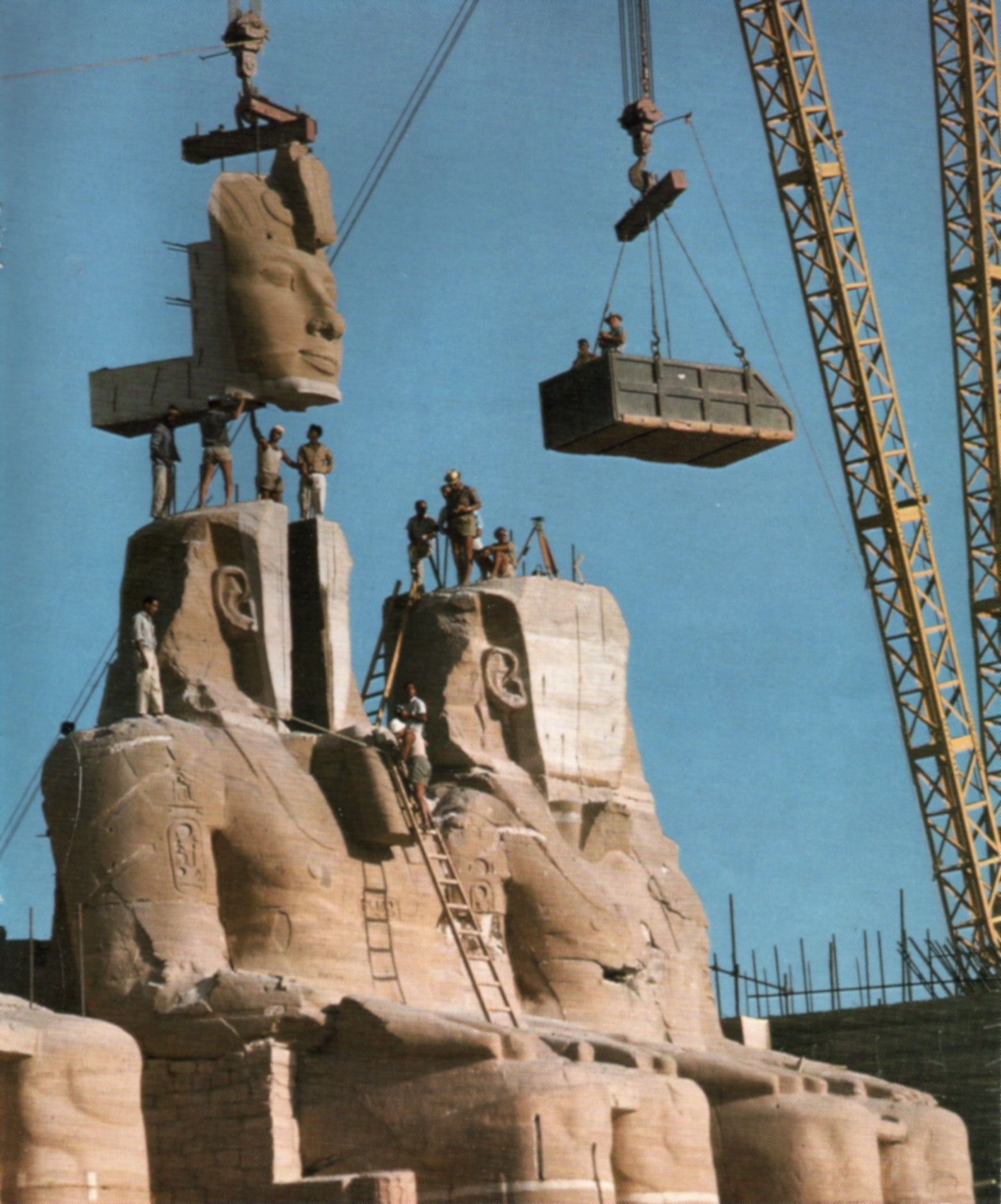
Trabajos de reconstrucción del templo.

En 1959 se inició una campaña internacional de recaudación de fondos para salvar los monumentos de Nubia, ya que algunos de ellos estaban en peligro de desaparecer bajo el agua como consecuencia de la construcción de la presa alta de Asuán. 
El plan para salvar los templos se basaba en una idea de William MacQuitty para construir una represa de agua potable alrededor de los templos, con el agua mantenida a la misma altura que el Nilo. Debía haber cámaras subterráneas. En 1962, la idea fue concretada en una propuesta presentada por los arquitectos Jane Drew y Maxwell Fry y el ingeniero civil Ove Arup. En ella, consideraron que alzar los templos ignoraba el efecto de erosión del asperón por los vientos del desierto. A pesar de que se reconoció que la propuesta era extremadamente elegante, fue rechazada.

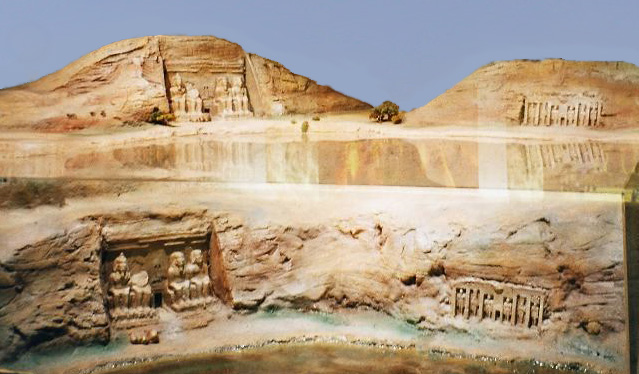
Maqueta que muestra la ubicación original y la actual del templo (respecto al nivel del agua) en el Museo de Nubia, en Asuán.

El rescate de los templos de Abu Simbel fue iniciado en 1964 por un equipo multinacional de arqueólogos, ingenieros y operadores de equipo pesado que trabajaron juntos bajo el estandarte de la Unesco. En total, costó unos 40 millones de dólares de la época (336 millones contemplando la inflación al 2020). Entre 1964 y 1968, todo el sitio fue cuidadosamente partido en grandes bloques (de un promedio de 20 toneladas y un máximo de 30 toneladas cada uno), desmantelado, elevado y reensamblado en una nueva ubicación 65 metros más alta y 200 metros más lejos del río, en uno de los mayores desafíos de la ingeniería arqueológica en la historia. Incluso fueron salvadas algunas estructuras sumergidas en las aguas del lago Nasser. Hoy en día, miles de turistas visitan los templos a diario.

## Los templos
El complejo está compuesto por dos templos. El mayor de ellos está dedicado a Ra, Ptah y Amón, las tres deidades estatales del Antiguo Egipto, y alberga cuatro estatuas colosales de Ramsés II esculpidas en la roca de la fachada. El templo menor está dedicado a Nefertari, la esposa favorita de Ramsés.

### Gran Templo

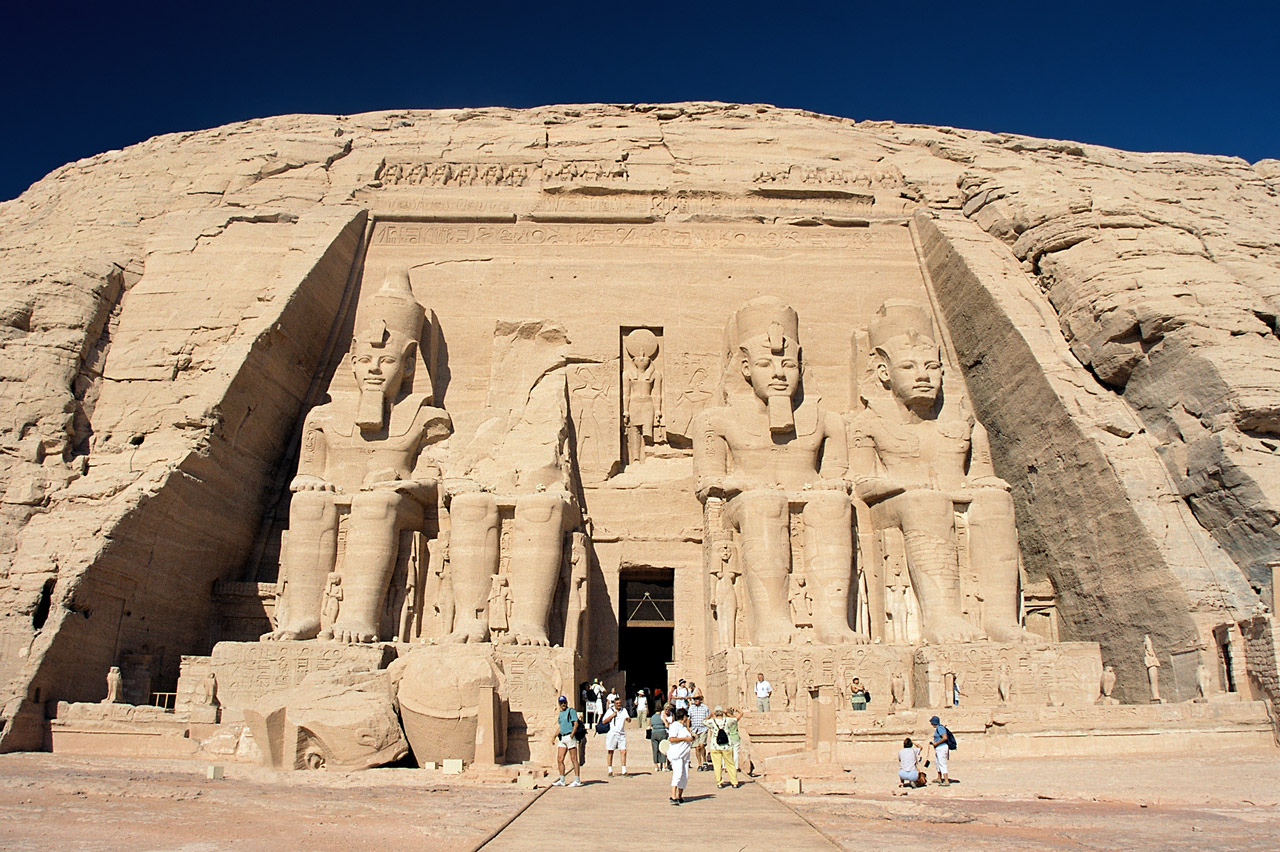
El templo de Ramsés II en Abu Simbel.

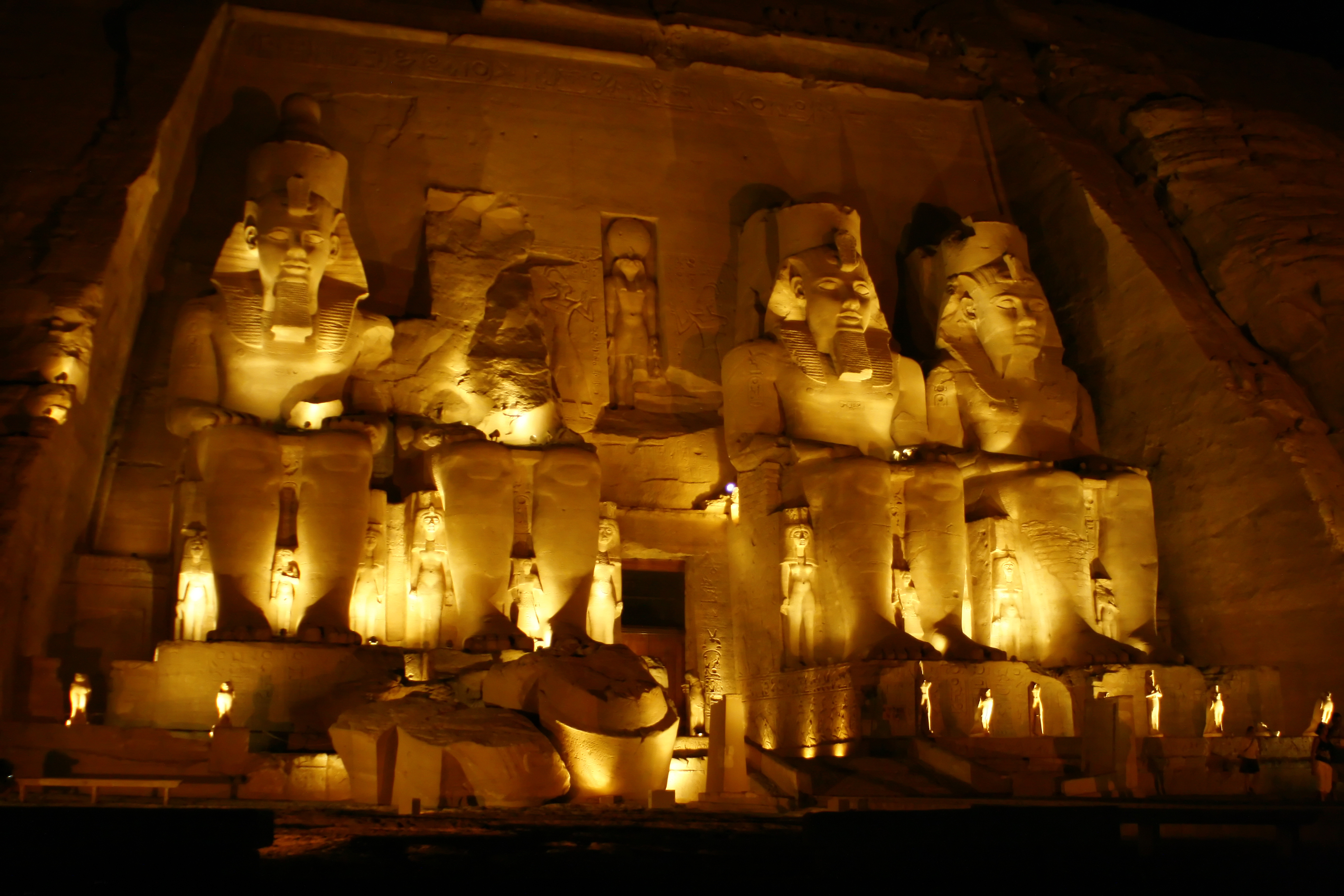
Iluminación nocturna del templo.

El Gran Templo de Abu Simbel, que se tardó en construir unos veinte años, fue completado alrededor del año 24 del reinado de Ramsés II (que corresponde a 1265 a. C.). Estaba dedicado a los dioses Amón, Ra-Horajti y Ptah, así como al Ramsés deificado. Algunos lo consideran como uno de los más bellos de todos los edificados durante el reinado de Ramsés II y uno de los más monumentales de Egipto.[cita requerida]
La fachada del templo tiene 33 metros de altura por 38 metros de ancho y está custodiado por cuatro estatuas sedentes. Todas las estatuas representan a Ramsés II, sentado en un trono con la doble corona del Alto y Bajo Egipto. Cada una de ellas mide unos veinte metros de altura. Sobre las estatuas de Ramsés II, la fachada está encabezada por un friso de veintidós babuinos, cuyos brazos están extendidos en el aire, supuestamente adorando al sol naciente y que flanquean la entrada. Las estatuas y el templo fueron esculpidos en una colina rocosa. La estatua situada a la izquierda de la entrada se partió durante un terremoto y solo quedó intacta la parte inferior. 
La entrada está coronada por un bajorrelieve que representa dos imágenes del rey adorando a Ra-Horajti con cabeza de halcón, cuya estatua se yergue en un gran nicho. Este dios está sosteniendo un jeroglífico y una pluma con la mano derecha, con Maat (la diosa de la Verdad y la Justicia) a su izquierda. Otra notable característica de la fachada es una estela que registra el matrimonio de Ramsés con una hija del rey Hattusili III, unión que selló la paz entre Egipto y los hititas. 
Cerca de los pies de los colosos hay otras estatuas que no llegan a la altura de las rodillas del faraón. Estas representan a diversos miembros de la familia del faraón, como su esposa principal Nefertari, la reina madre Tuya, sus primeros dos hijos Amenherjepeshef, Ramsés, y sus primeras seis hijas Bintanat, Baketmut, Nefertari, Meritamón, Nebtaui e Isetnofret.

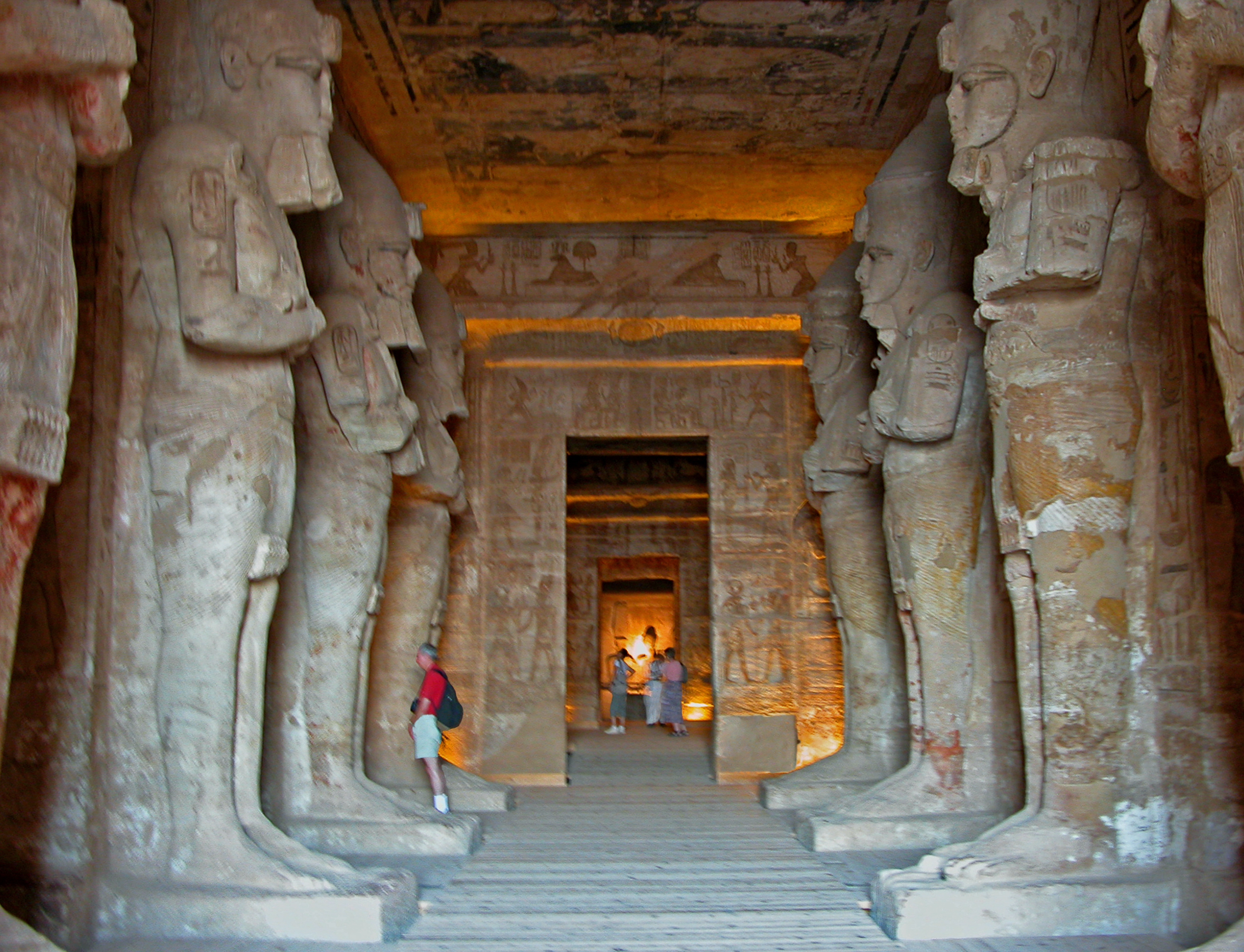
Interior del templo.

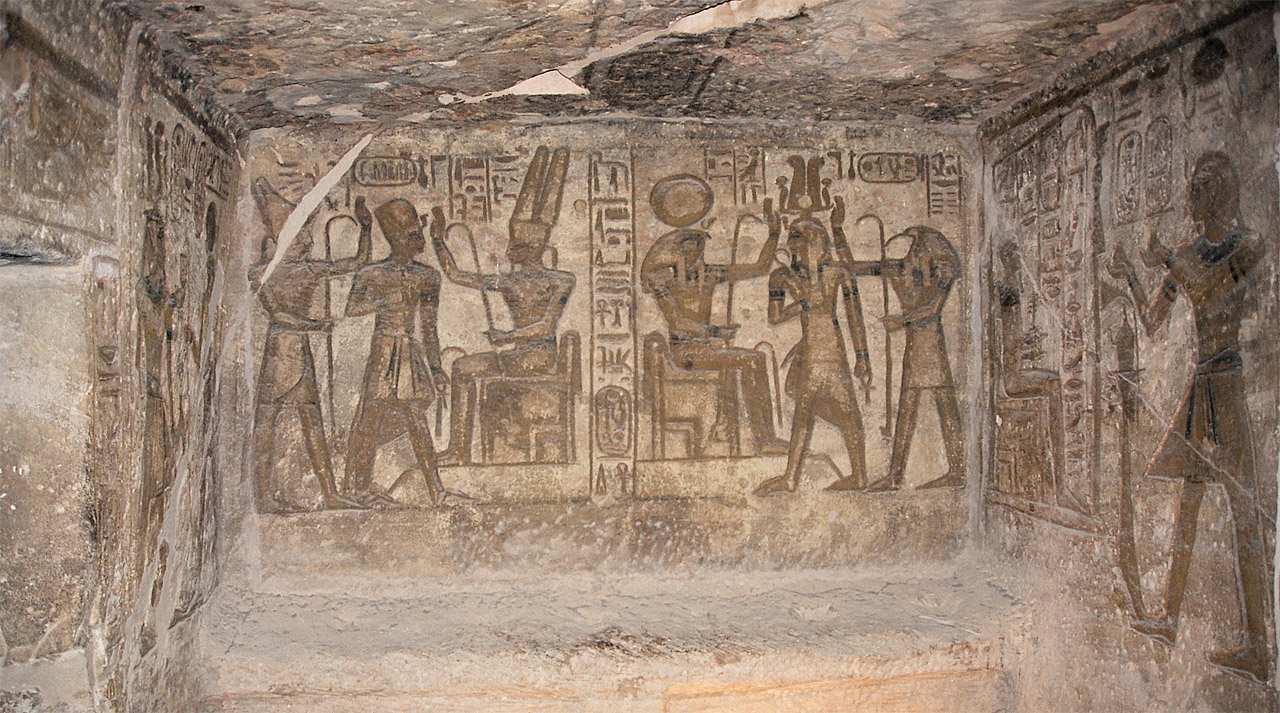
Capilla lateral en el interior.

La parte interior del templo tiene la misma disposición que la mayoría de los antiguos templos egipcios, con salas de tamaño decreciente a medida que se acercan al santuario. El templo cuenta con una estructura compleja y bastante inusual debido a sus principales cámaras laterales. La sala hipóstila tiene 18 metros de largo y 16,7 metros de ancho y está sostenida por ocho grandes pilares osíridas que representan a Ramsés deificado vinculado al dios Osiris (Orión), el dios del inframundo, para indicar la naturaleza imperecedera del faraón. Las estatuas colosales a lo largo del muro a mano izquierda llevan la corona blanca del Alto Egipto, mientras que las ubicadas en el lado opuesto cargan la corona doble del Alto y el Bajo Egipto. Los bajorrelieves de las paredes de la sala hipóstila representan escenas de batallas en campañas militares durante el reinado de Ramsés II. Muchas de ellas se refieren a la batalla de Qadesh, a orillas del río Orontes en la actual Siria, en donde el faraón peleó contra los hititas. El relieve más famoso muestra al rey en su carro lanzando flechas contra los enemigos en retirada, que están siendo hechos prisioneros. Otras escenas muestran victorias egipcias en Libia y Nubia.
Después de la sala hipóstila, se ingresa en una segunda sala, que tiene cuatro pilastras decoradas con escenas de ofrendas a los dioses. Hay representaciones de Ramsés y Nefertari con las barcas sagradas de Amón y Ra-Horajti. Esta sala da acceso a un vestíbulo transversal en cuyo centro está la entrada al santuario. Allí, en una pared negra, se encuentran las esculturas talladas en la roca de cuatro figuras sentadas: Ra-Horajti, el dios deificado Ramsés, y los dioses Amón y Ptah. Ra-Horajti, Amón-Ra y Ptah fueron las principales deidades en ese período y sus centros de culto se hallaban en Heliópolis, Tebas y Menfis, respectivamente.

### Fenómeno solar

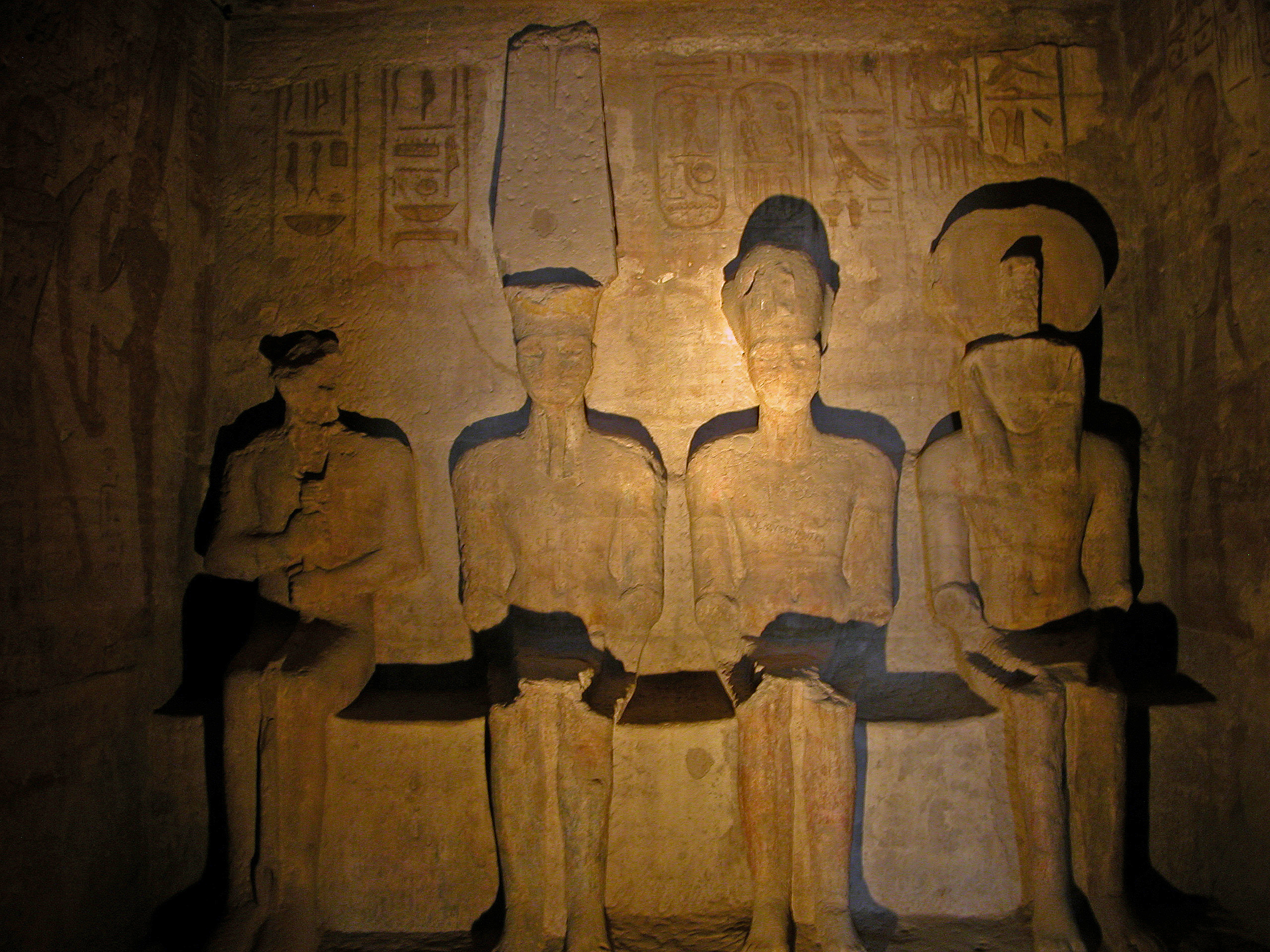
Santuario: estatuas sedentes de Ptah, Amón, Ramsés II y Ra-Horakhti.

El templo fue construido con tal orientación que durante los días 21 de octubre y 21 de febrero (61 días antes y 61 días después del solsticio de invierno, respectivamente) los rayos solares penetran hasta el santuario, situado al fondo del templo, e iluminan tres de las cuatro estatuas sedentes, excepto la estatua del dios Ptah, el dios relacionado con el inframundo (Duat), que siempre permanecía en la penumbra.
Estas fechas podrían corresponder con el día del cumpleaños y el de la coronación del rey, respectivamente; sin embargo, no existen datos que lo corroboren, aunque es lógico suponer que estas fechas guardan alguna relación con un gran evento, como la fiesta Heb-sed que conmemoraba el trigésimo aniversario del reinado del faraón. De acuerdo con cálculos realizados respecto del orto helíaco de la estrella Sirio (Sothis) e inscripciones halladas por arqueólogos, esta fecha debió ser el 22 de octubre. Esta imagen del rey era "revitalizada" con la energía de la estrella solar, y el deificado Ramsés se sienta entre Amón Ra y Ra-Horakhty.
Tras el traslado del templo y por el desplazamiento del Trópico de Cáncer durante los últimos 3280 años, se estima que la incidencia solar se ha desplazado un día más cerca del solsticio, por lo que debería ocurrir el 22 de octubre y el 20 de febrero (60 días antes y 60 días después del solsticio, respectivamente). El calculador de la posición solar de la NOAA puede usarse para verificar la declinación del sol para cualquier lugar del planeta en cualquier fecha y hora. Para la latitud de Abu Simbel 22°20′13″N 31°37′32″E / 22.33694, 31.62556, el calculador obtendrá valores cercanos a -11° para ambas fechas de 22 de octubre y 20 de febrero.

### Templo menor

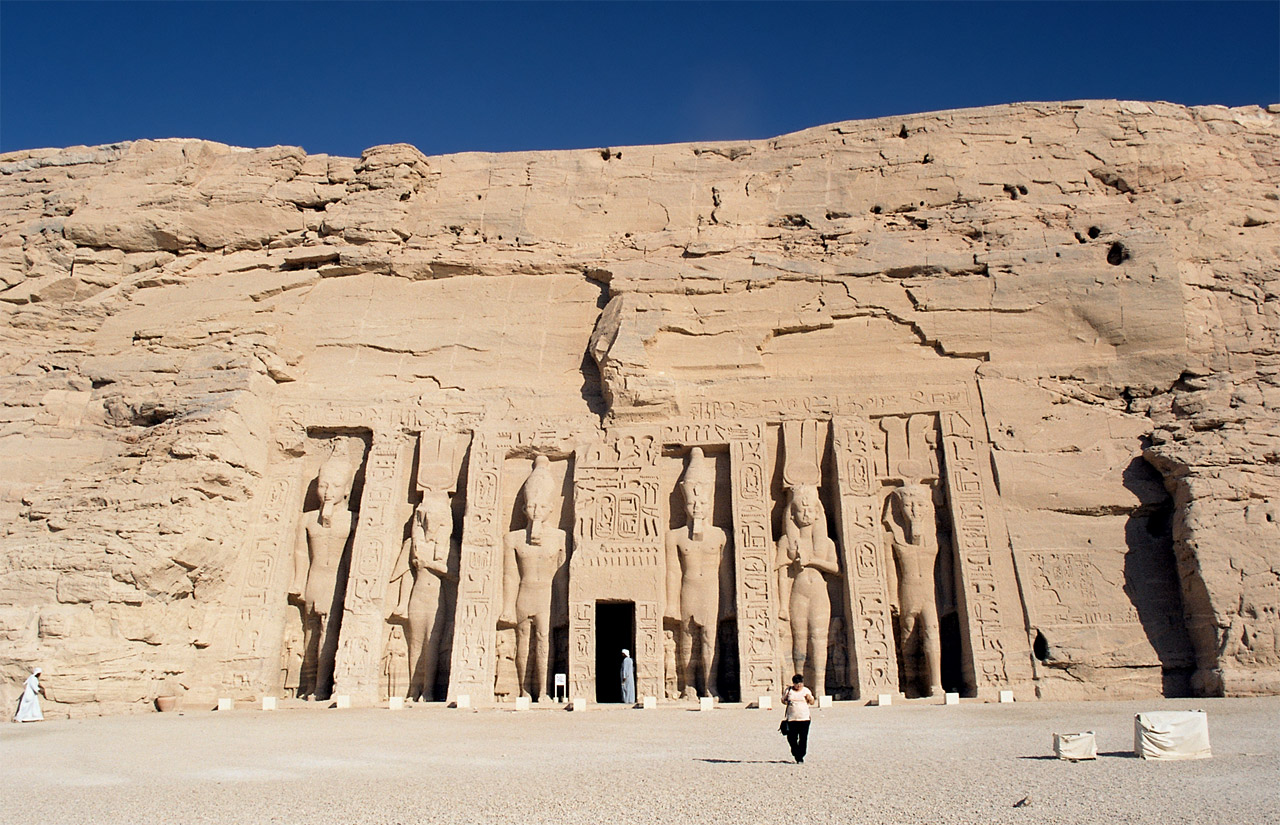
El templo de Nefertari.

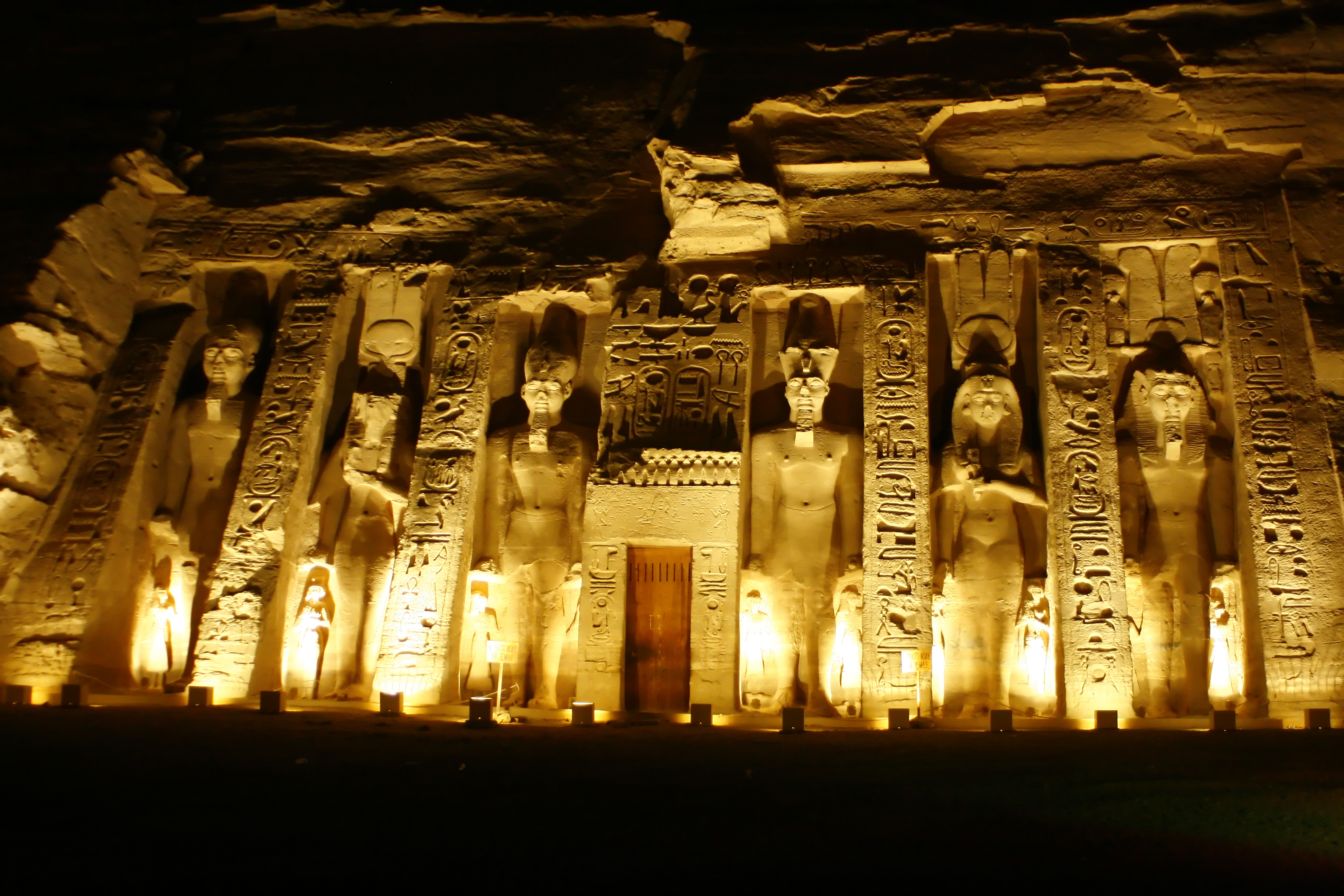
Iluminación nocturna del templo.

Al norte del templo mayor de Abu Simbel se sitúa el templo menor. Está también excavado en la roca y dedicado a su esposa favorita, Nefertari. La fachada está decorada con seis estatuas, cuatro de Ramsés II y dos de Nefertari. Las seis son de igual tamaño, algo poco corriente, ya que las estatuas que representaban al faraón solían ser de mayor tamaño. La entrada conduce a una sala con seis columnas centrales, esculpidas con capiteles decorados con la cabeza de la diosa Hathor.
La sala oriental contiene algunas escenas que muestran a Ramsés II y su esposa ofreciendo sacrificios a los dioses. Tras esta sala se encuentra otra que muestra escenas similares. Al fondo del templo está el santuario con una estatua de Hathor, la diosa egipcia del amor y la felicidad.

## Grafito en griego
Un grafito inscrito en griego en la pierna izquierda de la colosal estatua sentada de Ramsés II, en el lado sur de la entrada al templo, registra que:

Cuando el rey Psammetichus (es decir, Psamético II) llegó a Elefantina, esto fue escrito por aquellos que navegaron con Psammetichus, el hijo de Theocles, y llegaron más allá de Kerkis hasta donde el río lo permite. Los que hablaban lenguas extranjeras (griegos y carios, que también grabaron sus nombres en el monumento) fueron guiados por Potasimto, los egipcios por Amasis.

Kerkis estaba situada cerca de la Quinta Catarata del Nilo "que se encontraba dentro del Reino Cusita".

## Fotografías históricas

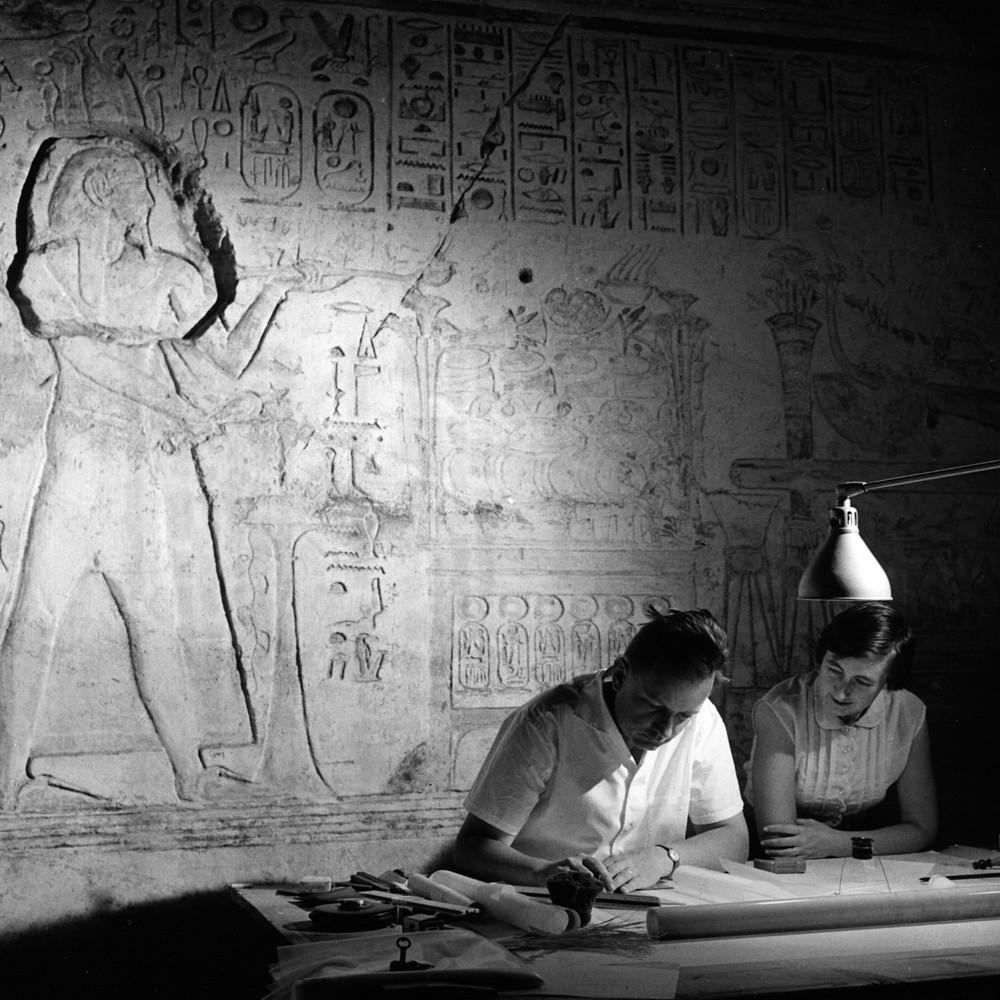
El arquitecto ginebrino Jean Jacquet, experto de la Unesco, realiza un estudio arquitectónico del Gran Templo de Ramsés II (1290-1223 a.C.).
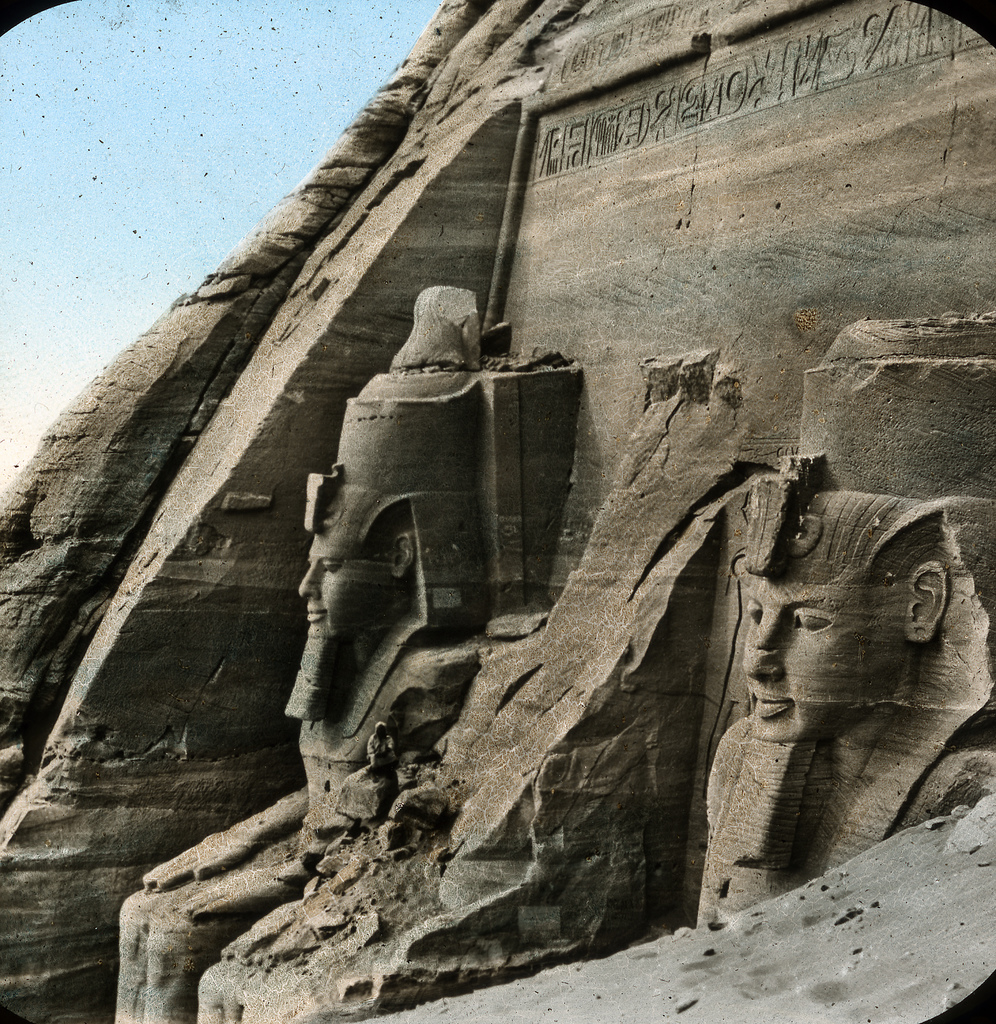
Vista del Gran Templo parcialmente excavado desde la derecha, con una persona a escala
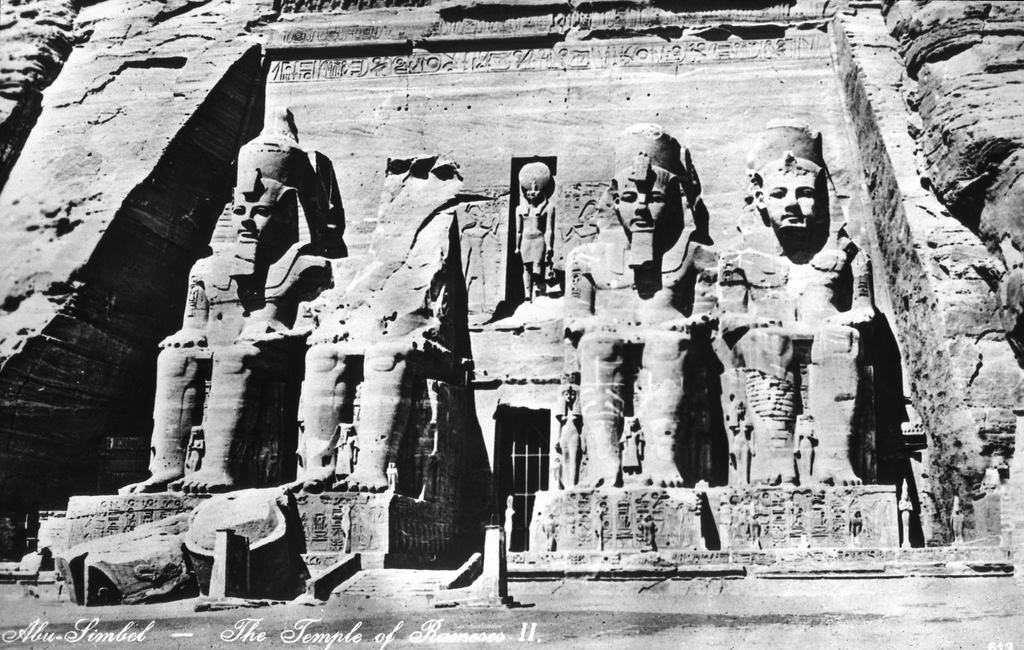
Vista frontal del Gran Templo antes de 1923
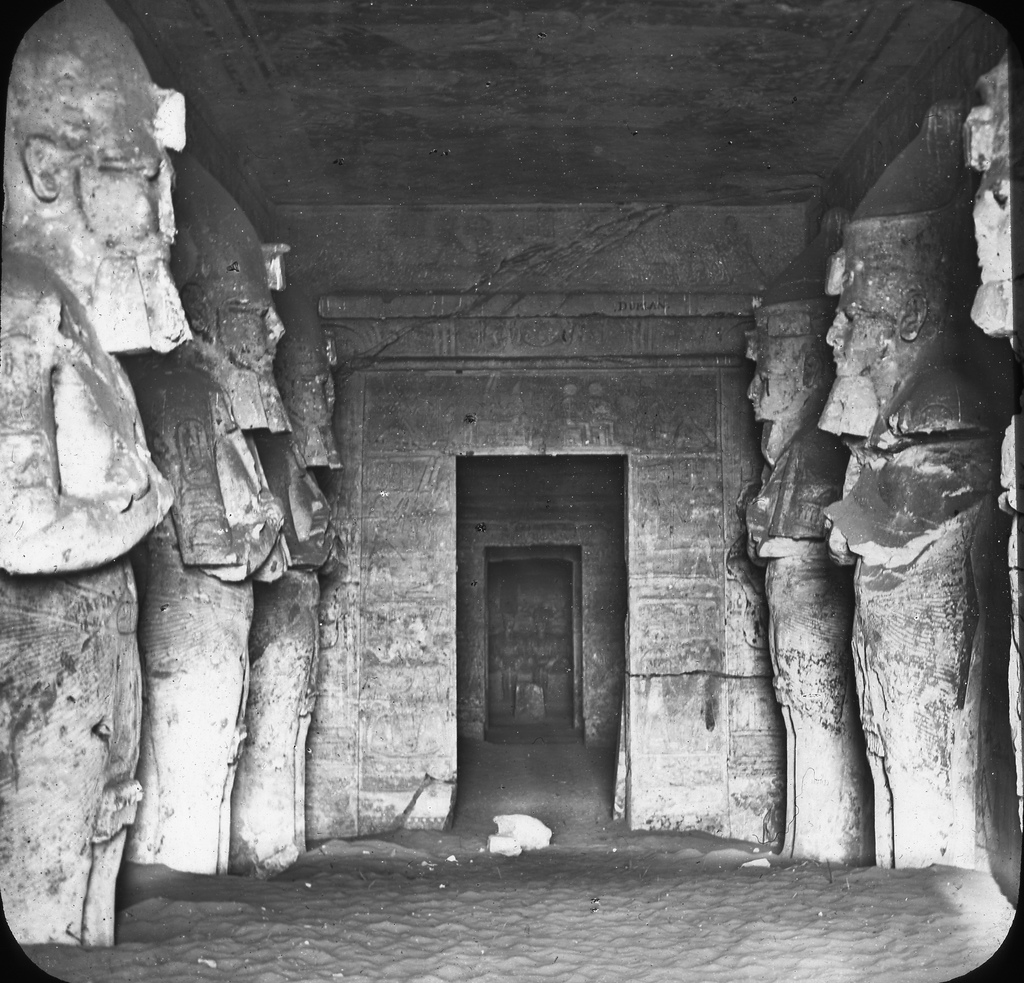
Interior del Gran Templo, antes de la limpieza
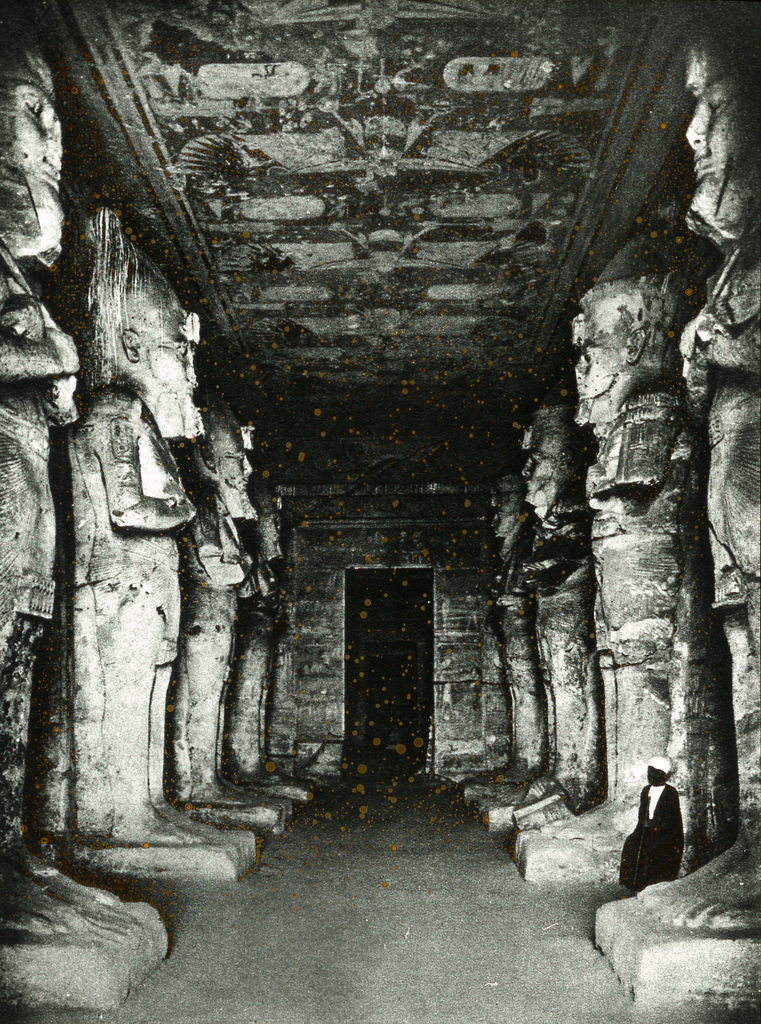
Interior del Gran Templo, después de la limpieza
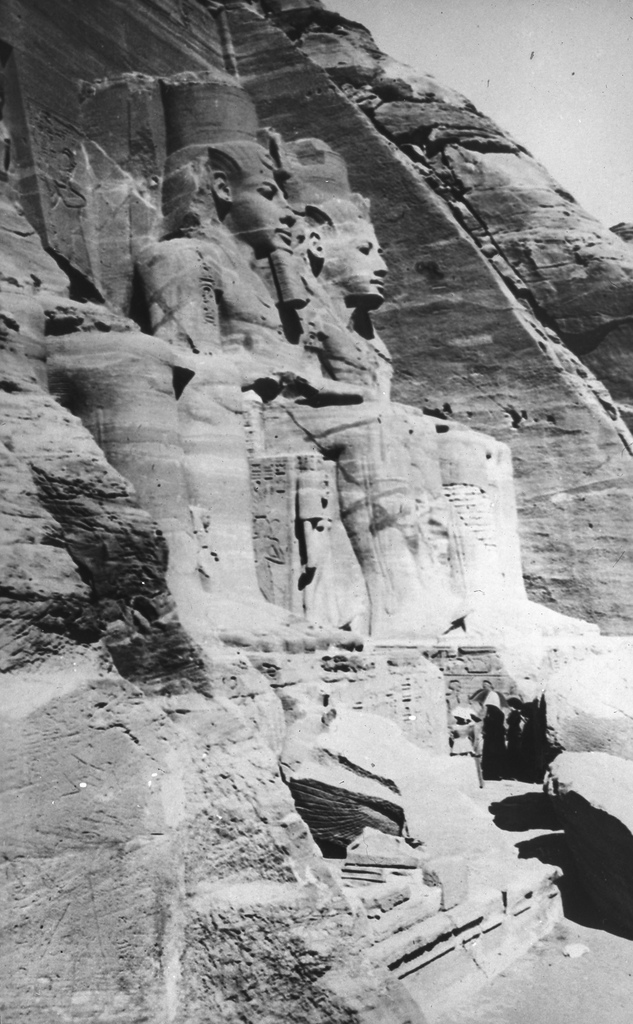
Personas paradas en la entrada del Gran Templo, en algún momento antes de 1923
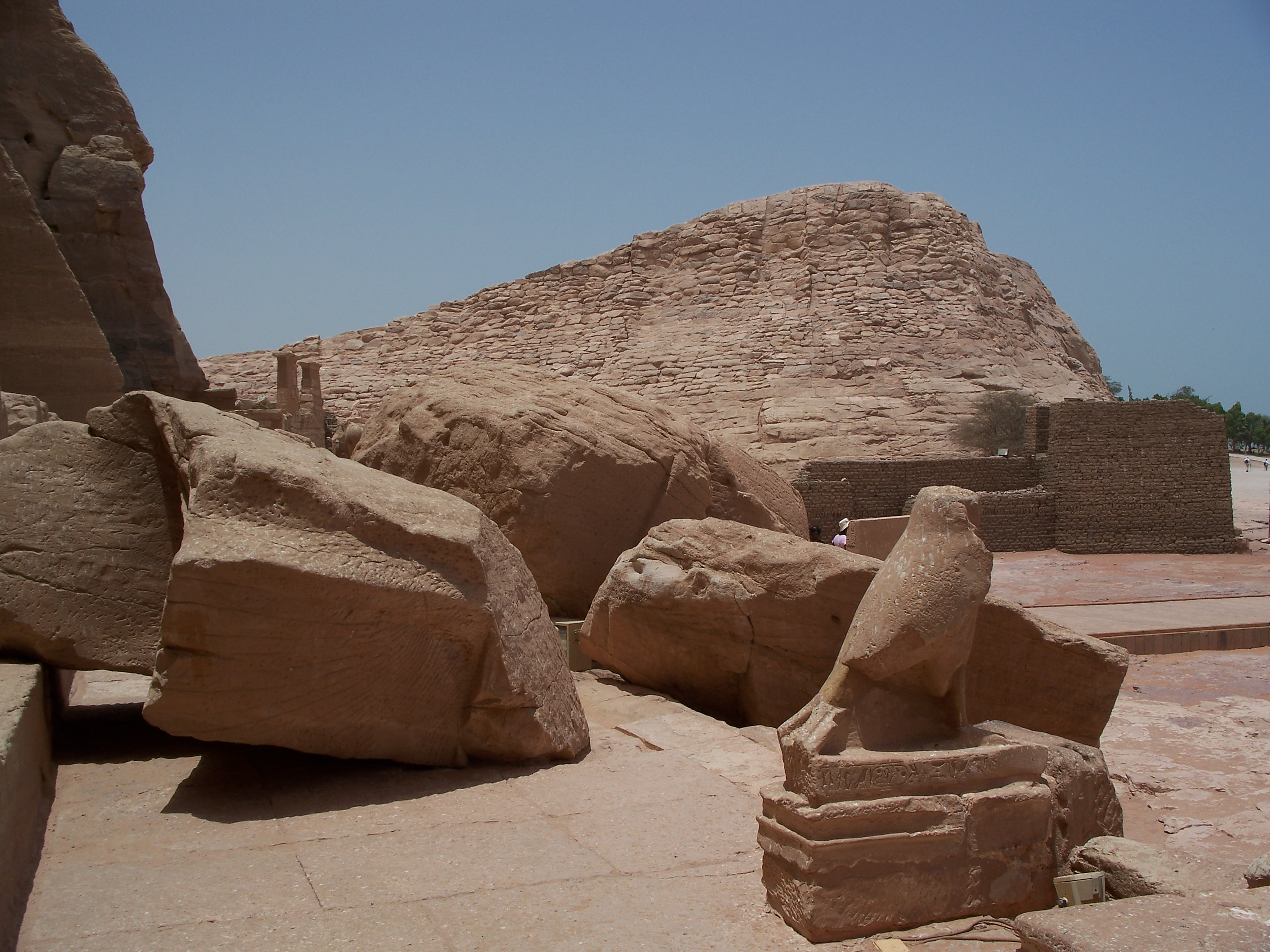
El coloso colapsado del Gran Templo supuestamente cayó durante un terremoto poco después de su construcción. Al trasladar el templo se decidió dejarlo ya que faltaba el rostro.
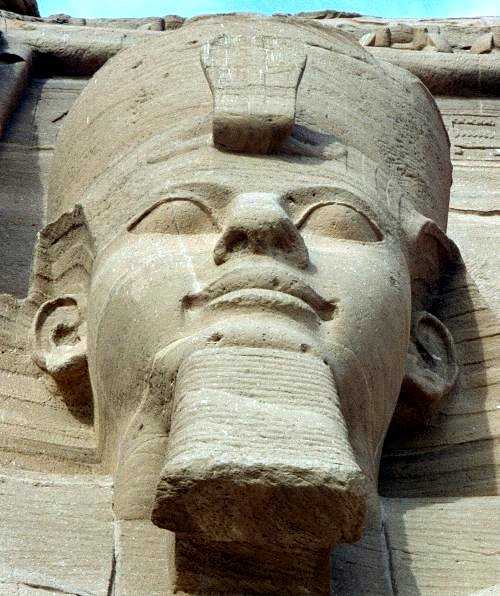
Un primer plano de una de las colosales estatuas de Ramsés II con la doble corona del Bajo y Alto Egipto.

## En las artes y la cultura popular
- El templo aparece en la película Muerte en el Nilo (1978) basada en el libro del mismo nombre escrito por Agatha Christie. En el filme las estatuas “cantan” debido al viento en las grietas (similar al viento que sopla sobre una botella).

- También aparece en la película The Mummy Returns (2001) como parte del camino a Ahm-Shere.

- Existe un famoso videojuego de 8 bits que creó la compañía Dinamic Software en 1985 para las computadoras domésticas MSX, Spectrum y Amstrad CPC 464, el cual tiene como nombre Abu Simbel Profanation y se desarrolla en el interior de Abu Simbel.